# 纤草
纤草（学名：Burmannia itoana），又名紫水玉簪，为水玉簪科水玉簪属的植物。分布于台湾岛、日本以及中国大陆的广西、广东等地，多生长于林下，目前尚未由人工引种栽培。